# Perissandria batangensis
Perissandria batangensis là một loài bướm đêm trong họ Noctuidae.